# Gangsters (The Specials)
Gangsters is de debuutsingle van de Britse skaband The Specials. Het werd op 4 mei 1979 uitgebracht als de eerste single op 2 Tone nadat een eerste oplage op Rough Trade uitverkocht raakte. BBC-dj John Peel draaide de single vanaf 7 mei, hetgeen twee maanden later resulteerde in de zesde plaats de Britse hitlijsten. Alarmschijf

## Achtergrond
Gangsters bevat enige melodielijnen van Prince Busters Al Capone waarbij de openingszin "Al Capone knows, don't argue!" werd gewijzigd tot "Bernie Rhodes knows, don't argue!". Bernie Rhodes was destijds de manager van The Specials en liet ze in 1978 toeren met The Clash. In Frankrijk werden ze echter verantwoordelijk gehouden voor de schade die een andere band had aangericht, waarop de bedrijfsleider hun gitaren in beslag nam. De situatie liep uit de hand, en nadat de politie eraan te pas kwam draaiden The Specials voor alle schade op.

## The Selecter
De B-kant, The Selecter, is een bijgewerkte opname uit 1977 van Specials-drummer John Bradbury, trombonist Barry Jones en gitarist Neol Davies, en heette oorspronkelijk Kingston Affair. Doordat John Peel ook de B-kant draaide kwam er vraag naar optredens en richtte Davies in allerijl The Selecter op.

## Ontvangst en gebruik in de media
- Ondanks dat het een grote hit werd verscheen Gangsters alleen op verzamelalbums; op The Best of The Specials uit 2008 is het het openingsnummer.
- De herkenningstune van de tekenfilmserie Dokter Hond is gebaseerd op zowel Gangsters als On My Radio, de eerste Selecter-single waarop zangeres Pauline Black te horen is.